# William Catton
Pour les articles homonymes, voir Catton.
William Robert Catton, né le 15 janvier 1926 à Minneapolis et mort le 5 janvier 2015, est un sociologue américain connu pour ses travaux relatifs la sociologie de l'environnement, au déni et à l'écologie humaine ; il a notamment travaillé sur l'influence sociale qu'ont les limites environnementales.

## Biographie
Originaire de Minneapolis, il fait ses études universitaires au collège Oberlin, où il obtient sa licence en 1950, puis s'inscrit en sociologie à l'université de Washington, où il obtient un master en 1952 et son doctorat en 1954. Il est nommé professeur de sociologie à l'université d'État de Washington, poste dont il démissionne en 1970 pour enseigner à l'université de Canterbury, à Christchurch. Il revient à l'université d'État de Washington en 1973, où il finit sa carrière académique.

## Travaux
Sa publication majeure est Overshoot: The Ecological Basis of Revolutionary Change, ouvrage publié en 1980. Son analyse s'y construit notamment au travers des notions d'overshoot (« dépassement ») et de carrying capacity (« capacité de charge ») : l'overshoot survient lorsqu'une espèce dépasse la capacité de charge de son milieu. Or selon lui, l'espèce humaine se trouve en situation d'overshoot : sa capacité de charge a certes fortement augmenté au cours des siècles précédents, notamment avec l'exploitation des énergies fossiles, mais cet état de fait est éphémère et sa capacité de charge retombe désormais : « That carrying capacity surplus is gone now, eroded both by population increase and immense technological enlargement of per capita resource appetites and environmental impacts. Human life is now being lived in an era of deepening carrying capacity deficit. » Il estime par conséquent que la société devra nécessairement se « dé-développer » afin de rompre avec cet « âge de l'exubérance ».
Il s'interroge également sur le rôle de certains facteurs environnementaux (particulièrement une capacité de charge suffisante) dans l'émergence de la démocratie et le progrès social. Riley Dunlap et lui ont ainsi tenté de définir un « nouveau paradigme écologique » (« New Ecological Paradigm », NEP) contredisant l'idée selon laquelle les humains se sont détachés des contraintes et limites environnementales, et sont ainsi devenus autonomes, à l'inverse des autres espèces.

### Le déni des limites naturelles, tel qu'expliqué par W. Catton
En 1994, W. Catton rappelle combien prendre conscience de toutes les implications du péril écologique mondial induites par le développement de l'anthropocène sur le Vivant, et en particulier de l'« état d'érosion du système de survie par une surcharge sévère » est écrasant ; et comment à la manière des alcooliques et de leurs familles, l'être humain a parfois une capacité étonnante de déni des problèmes ou de la réalité. Pour comprendre comment nous tentons de nier « la panne du système écologique et planétaire, qui se produit déjà, ou qui pourrait se produire », il s'appuie sur la psychiatrie et la sociopsychologie pour aider à expliquer « comment Simon et Kahn pouvaient soutenir que le rapport Global 2000 était diamétralement faux », alors que l'humanité exerce une guerre écocide et suicidaire contre la biosphère. Il compare ce déni à la « confabulation », notamment étudiée par le neuroscientifique Vilayanur S. Ramachandran dans le cas de l'anosognosie (une forme pathologique de déni poussée jusqu'à l'absurde, qui peut avoir des causes physiologiques (accident vasculaire cérébral et où le patient non seulement ignore un symptôme évident (ex : sa paralysie) mais nie activement le réel en inventant « des histoires élaborées ou des rationalisations effroyablement irréelles » dites "Confabulations". W. Catton estime que l'affirmation de Simon voulant que le contenu existant des bibliothèques assurera une croissance et un progrès perpétuels durant 7 milliards d'années est  une confabulation,,,. Selon Ramachandran l'anosognosie vise à résoudre une contradiction insupportable, menaçant l'identité, et contredisant toute l'expérience antérieure de soi dans son environnement.
Ramachandran postule que l'hémisphère droit de notre cerveau dispose d'une sorte de "détecteur d'anomalies" qui s'il disparait ou dysfonctionne conduit au déni de changements graves de la réalité ou d'un diagnostic posé par un tiers (ex : diagnostic médical).
Simon, Kahn, ou Wattenberg nient l'existence d'un péril écologique à court ou long termes. W. Catton n'impute pas ce déni à une aberration neuro-psychologique, mais il estime que ce qu'on sait de l'anosognosie « et d'autres formes connexes de déni ou de "négligence" » peuvent éclairer les dénégations telles que celles de Simon et Kahn, et aider à comprendre les forces et processus socioculturels, personnels et interpersonnels, sous-jacent de « déviation » et d'« influences déflectives »  permettant à certains de nier une réalité scientifiquement démontrée. 
Il cite aussi le cas du contexte où des médecins ou les proches d'un patient refusent de lui révéler la gravité de sa maladie en lui faisant croire ou en le laissant croire qu'il est en voie de guérison, entretenant une situation de dissonance cognitive, ajoutant qu'on sait maintenant que la dissonance cognitive peut être fortement aversive et pathogène pour le psychisme : L'individu tente donc de réduire cette dissonance ou d'y échapper. Il peut le faire en fuyant les événements ou les stimuli susceptibles de la révéler ou l'amplifier. On sait aussi que la gravité (ou l'intensité) de cette dissonance varie aussi selon l'importance que lui accorde l'individu et ses pairs, parfois dans un groupe de référence. Des biais cognitifs (dits biais de confirmation) peuvent aussi être activement recherchés et utilisés par l'individu pour encore renforcer le déni et ainsi « réduire la dissonance intolérable, en diminuant la contradiction, ou en réduisant son importance perçue » . William Catton explique qu'un économiste ou un savant cornucopien engagé ayant par exemple toujours soutenu le modèle américain de développement, pourrait inconsciemment , et avec des arguments biaisés, refuser de reconnaitre la menace qu'il constitue pour les écosystèmes ou le climat.
En effet, la compréhension écosystémique des limites de la nature et de la place de l'homme dans la nature « contredit les attentes culturelles profondément ancrées d'un progrès matériel sans fin (...) Dans un livre important mais trop rarement lu sur la relation entre les formes sociétales et les types de convertisseurs d'énergie utilisés, Fred Cottrell écrivait il y a quarante ans (1955) qu'une compréhension claire de cette relation était" susceptible de soulever des questions sur la fiabilité de certaines propositions qui sont à la base des politiques du monde communiste et du monde libre ». Certains des responsables de ces politiques ne seront pas disposés à accepter ses implications", surtout si, comme Garrett Hardin l'a soutenu trois décennies plus tard, l'écologie "exige que notre ordre politique, social, économique et moral actuel soit respecté".

## Publications

### Ouvrages
- Overshoot : The Ecological Basis of Revolutionary Change, University of Illinois Press, 1980, 298 p. (ISBN 0-252-00818-9, OCLC 16587666)
- From Animistic to Naturalistic Sociology New York: McGraw-Hill, 1966. 364 pp.
- Overshoot: The Ecological Basis of Revolutionary Change Urbana: University of Illinois Press, 1980. 298 pp.  (ISBN 978-0-252-00988-4)
- Bottleneck: Humanity's Impending Impasse Xlibris Corporation, 2009. 290 pp.  (ISBN 978-1-4415-2241-2) (self-published)

### Ouvrages colectifs
- Conceptual Sociology: A Manual of Exercises Relating Concepts to Specimens, Principles and Definitions (with Otto N. Larsen) New York: Harper & Row, 1962. 276 pp.; Second edition, 1971, p. 227
- Sociology, avec George A. Lundberg, Clarence C. Schrag et Otto N. Larsen, New York: Harper & Row, 1968, 771 p.

### Articles
- « A Retrospective View of My development as an Environmental Sociologist », Organization & Environment, vol. 21,‎ décembre 2008, p. 471-477 (DOI 10.1177/1086026608328870, lire en ligne)
- "Can Irrupting Man Remain Human?”  BioScience,  26 (April 1976): 262-267.
- "Paradigms, Theories, and the Primacy of the HEP-NEP Distinction.” (with Riley E. Dunlap)  The American Sociologist, 13 (November 1978):256-259.
- “Environmental Sociology.”  (with Riley E. Dunlap)  Annual Review of Sociology, 5 (1979):243-273.
- « A New Ecological Paradigm for Post-Exuberant Sociology », American Behavioral Scientist,‎ septembre 1980 (DOI 10.1177/000276428002400103)
- Separation versus Unification in Sociological Human Ecology.”  in Lee Freese (ed.),  Advances in Human Ecology, vol. 1.  Greenwich, CT: JAI Press Inc., 1992.  pp. 65-99.
- “Carrying Capacity and the Death of a Culture: A Tale of Two Autopsies.” Sociological Inquiry, 63 (May 1993):202-223.
- “What Have We Done to Carrying Capacity?”  in Scott Wright, Richard Borden, Margaret Bubolz, Luc Hens, Jonathan Taylor, Thomas Webler, Denise Meeker, and Robert Griffore (eds.), Human Ecology: Progress Through Integrative Perspectives.  Bar Harbor, ME: The Society for Human Ecology, April 1995.  pp. 162–170.
- Catton Jr W.R (1996) The problem of denial. Human Ecology Review, 53-62.
- Malthus: More Relevant Than Ever, 1998.
- The World's Most Polymorphic Species: Carrying capacity transgressed two ways
- Worse than Foreseen by Malthus
- Tribute to Garrett Hardin, 2003

### Vidéos
- [vidéo] « Excerpt interview », sur YouTube from What a Way to Go: Life at the End of Empire produced by Sally Erickson. Written, directed, and edited by Tim Bennett, 2007.
- Interview with William R. Catton, Jr. produced by Frank Rotering, 2008. 49 min.